# Глаголєв Геннадій Володимирович
Геннадій Володимирович Глаголєв (29 вересня 1947, Старі Дороги, Бобруйська область, Білоруська РСР, СРСР — 17 жовтня 2005, Санкт-Петербург, РФ) — радянський і російський кінорежисер, сценарист, кіноактор.

## Біографія
Навчався на режисерському факультеті Київського державного інституту театрального мистецтва ім. І. К. Карпенка-Карого (закінчив у 1978 році). Під час навчання знімав документальні фільми.
Після закінчення інституту було прийнято до Національної спілки кінематографістів України.
У 1978—1991 роках працював на Одеській кіностудії кінорежисером. Зняв такі фільми, як «Крупна розмова», «Розбіг», «Розмах крил», «Опік».
У 1992 році переїхав до міста Санкт-Петербург, де працював на кіностудіях «Ленфільм» та «Ладога» режисером і сценаристом. Крім того, зіграв у кількох фільмах, а в серіалі «Кінь білий» він зіграв роль Миколи II. Крім кіносценаріїв («Згубне місце», «Хто вкрав ім'я — не вкрав нічого», «Готель „Слов'янський базар“») написав п'єсу «Атас!».
Помер у 2005 році, похований на Красненькому цвинтарі Петербурга.

## Нагороди і звання
- «Крупна розмова»: диплом журі XIV Всесоюзного кінофестивалю (Вільнюс, 1981) — за режисуру та розробку образу сучасника; кілька нагород (зокрема головний приз) кінофестивалю «Людина праці на екрані» (Жданов), висування на Державну премію.
- «Опік»: приз Міжнародного кінофестивалю у м. Хоф[1] (ФРН, 1989).[2]

## Фільмографія
Ігрові:
- 1977 — «Син» (Одеська кіностудія, к/м) — автор сценарію і режисер
- 1980 — «Крупна розмова» (Одеська кіностудія) — режисер-постановник
- 1982 — «Розбіг» (Одеська кіностудія) — режисер-постановник
- 1986 — «Розмах крил» (Одеська кіностудія) — режисер-постановник
- 1988 — «Опік» (Одеська кіностудія) — режисер-постановник
- 1991 — «Вогняний янгол» (за мотивами роману В. Брюсова; на замовлення кінокомпанії «ДІМ» (ФРН) — автор сценарію
- 1992 — «Викупна жертва» («Мосфільм», «Ленфільм» спільно з британською кіноасоціацією «Новий час») — актор (роль — Микола II)
- 1992 — «Екстрасенс» (незалежна студія «ФБ-33», Одеська кіностудія) — співавтор сценарію, режисер-постановник та актор
- 1993 — «Повітряні пригоди» («Арменфільм»/Франція) — актор (роль — Микола II)
- 1993 — «Кінь білий» (серіал) («Лада-2» / «Ленфільм») — актор (роль — Микола II)
- 1994 — «Наступник» (Голлівуд США — Японія) — актор (роль — Микола II)
- 1995—1996 — «Урядовий банкет» — режисер
- 1996—1997 — «Бестія» («Ладога» кіноасоціації «Ленфільм») —режисер-постановник (фільм не закінчений через припинення фінансування)
- 2002 — «Дамоклов меч» (серіал «Вулиці розбитих ліхтарів») — режисер-постановник
- 2003 — «Вдача на прізвисько „Пруха“» (серіал «Вулиці розбитих ліхтарів») — режисер-постановник

Документальні стрічки:
- 1974 — «Льод і полум'я» — автор сценарію і режисер
- 1975 — «Нехай ніколи не закінчується травень» — співавтор сценарію та режисер
- 1976 — «Морська сіль» — автор сценарію і режисер (на замовлення Міністерства оборони СРСР, з прокатом у військових частинах)
- 1976 — «Ірраціональний елемент» — автор сценарію
- 1998 — «Два кроки в Задзеркаллі» — автор сценарію та режисер
- 1999 — «Формула досконалості» — автор сценарію та режисер

## Телепередачі
- 1997 — «Усяка всячина» (дитяча телевізійна енциклопедична гра) — автор ідеї та режисер-постановник
- 1998—2001 — «Міжнародний клуб вчених» (телепередача на каналі «Інтернет-ТВ») — автор ідеї та режисер програми
- 1999—2001 — «Свідомість знання» (щотижнева програма на «Інтернет-ТВ») — — автор, ведучий і режисер програми
- 2000—2001 — «Релігійно-філософські діалоги» (щотижнева програма на «Інтернет-ТВ») — автор ідеї та режисер програми
- 2000—2001 — «Свідомість знання» (щотижнева ТВ-програма для інтелектуалів на телеканалі NBN (Санкт-Петербург) — режисер-постановник